# Nyambene
Nyambene (Meru North) is een Keniaans district in de provincie Mashariki. Het district telt 604.050 inwoners (1999) en heeft een bevolkingsdichtheid van 153 inw/km². Ongeveer 3,8% van de bevolking leeft onder de armoedegrens en ongeveer 53,0% van de huishoudens heeft beschikking over elektriciteit.